# Jakub Hanák
Jakub Hanák (født 26. marts 1983 i Uherské Hradiště) er en tjekkisk tidligere roer.

## Rokarriere
Hanák vandt bronze og sølv i dobbeltsculler i henholdsvis 2000 og 2001 ved junior-VM. Han var som senior med i den tjekkiske dobbeltfirer, der vandt vandt VM-sølv i 2003 i Italien. Han var også med i den samme båd ved OL 2004 i Athen, hvor besætningen derudover bestod af Tomáš Karas, David Kopřiva og David Jirka. De vandt deres indledende heat og deres semifinale, og i finalen var det tjekkerne, russerne og polakkerne, der lå forrest midtvejs, men mens russerne holdt tempoet og vandt guld, kæmpede de to andre mere, dog ikke mere end tjekkerne holdt deres andenplads, mens Ukraine hentede bronze ganske snært foran polakkerne. Han deltog i samme disciplin ved OL 2008 i Beijing, hvor tjekkerne sluttede på tiendepladsen. Indimellem havde han også været en del af den tjekkiske otter, der blev europamester i 2007.

## OL-medaljer
- 2004:  Sølv i [dobbeltfirer